# Liste des édifices labellisés « Architecture contemporaine remarquable » de la Haute-Vienne
Cet article recense les édifices labellisés « Architecture contemporaine remarquable » de la Haute-Vienne, en France.
Le label « Architecture contemporaine remarquable » remplace depuis 2016 l'ancien label « Patrimoine du XXe siècle ». Il ne prend en compte que des édifices de moins de 100 ans à la date de labellisation, et qui ne sont pas protégés comme monuments historiques.
Au début 2024, la Haute-Vienne compte 22 édifices ainsi labellisés.

## Liste
| Monument                                 | Commune                   | Adresse                                                                                   | Coordonnées                      | Notice     | Date | Illustration                             |
| ---------------------------------------- | ------------------------- | ----------------------------------------------------------------------------------------- | -------------------------------- | ---------- | ---- | ---------------------------------------- |
| Centre international d'art et du paysage | Beaumont-du-Lac           | Île de Vassivière                                                                         | 45° 48′ 07″ nord, 1° 51′ 58″ est | ACR0001031 | 2002 | Centre international d'art et du paysage |
| Pôle de Lanaud                           | Boisseuil                 | Pôle de Lanaud                                                                            | 45° 44′ 45″ nord, 1° 20′ 22″ est | ACR0001032 | 2002 | Pôle de Lanaud                           |
| Ancienne colonie de vacances du Four     | Cieux                     |                                                                                           | 45° 59′ 19″ nord, 0° 59′ 55″ est | ACR0001033 | 2008 | Image manquante Téléverser               |
| Bibliothèque francophone multimédia      | Limoges                   | 2 rue Louis-Longequeue                                                                    | 45° 49′ 33″ nord, 1° 15′ 36″ est | ACR0001035 | 2002 | Bibliothèque francophone multimédia      |
| Château d'eau de Beaubreuil              | Limoges                   | ZAC Beaubrueil                                                                            | 45° 52′ 22″ nord, 1° 17′ 54″ est | ACR0001036 | 2002 | Château d'eau de Beaubreuil              |
| Cité des Coutures                        | Limoges                   | Avenue des Coutures Avenue Locarno Avenue Jean-Gagnant Rue Adrien-Pressemane Rue Séverine | 45° 50′ 03″ nord, 1° 16′ 15″ est | ACR0001037 | 2002 | Cité des Coutures                        |
| École nationale supérieure d'art         | Limoges                   | 19 avenue Martin-Luther-King                                                              | 45° 49′ 01″ nord, 1° 13′ 59″ est | ACR0001038 | 2002 | École nationale supérieure d'art         |
| École professionnelle Féret-du-Longbois  | Limoges                   | 16 avenue Jean-Gagnant                                                                    | 45° 50′ 04″ nord, 1° 16′ 18″ est | ACR0001034 | 2002 | École professionnelle Féret-du-Longbois  |
| Ester Technopôle (bâtiment central)      | Limoges                   | Avenue d'Ester                                                                            | 45° 51′ 39″ nord, 1° 17′ 34″ est | ACR0001047 | 2002 | Image manquante Téléverser               |
| Faculté de droit                         | Limoges                   | Rue Imbert                                                                                | 45° 49′ 54″ nord, 1° 15′ 23″ est | ACR0001039 | 2002 | Faculté de droit                         |
| Garage Dussagne                          | Limoges                   | 19 boulevard Georges-Perrin                                                               | 45° 49′ 51″ nord, 1° 15′ 46″ est | ACR0001040 | 2002 | Garage Dussagne                          |
| Immeuble de résidence                    | Limoges                   | 6 rue Jean-Jaurès                                                                         | 45° 51′ 51″ nord, 1° 19′ 25″ est | ACR0001041 | 2002 | Immeuble de résidence                    |
| Immeuble des PTT                         | Limoges                   | 8 rue Édouard-Vaillant                                                                    | 45° 49′ 48″ nord, 1° 15′ 42″ est | ACR0001042 | 2002 | Image manquante Téléverser               |
| Immeuble Marquès                         | Limoges                   | 29 rue Jean-Jaurès                                                                        | 45° 49′ 51″ nord, 1° 15′ 33″ est | ACR0001043 | 2002 | Image manquante Téléverser               |
| Lycée Turgot                             | Limoges                   | 6 rue Paul-Dérignac                                                                       | 45° 49′ 44″ nord, 1° 14′ 55″ est | ACR0001556 | 2007 | Lycée Turgot                             |
| Maison du docteur Périgord               | Limoges                   | 31 avenue de la Libération                                                                | 45° 50′ 04″ nord, 1° 15′ 40″ est | ACR0001044 | 2002 | Maison du docteur Périgord               |
| Opéra théâtre                            | Limoges                   | Place Stalingrad                                                                          | 45° 49′ 56″ nord, 1° 15′ 31″ est | ACR0001045 | 2002 | Opéra théâtre                            |
| Nouveau bourg                            | Oradour-sur-Glane         |                                                                                           | 45° 55′ 55″ nord, 1° 01′ 49″ est | ACR0001048 | 2007 | Nouveau bourg                            |
| Maison Bontemps                          | Panazol                   |                                                                                           | à géolocaliser                   | ACR0001049 | 2002 | Image manquante Téléverser               |
| Bains-douches                            | Rochechouart              | Rue de l'Hôtel-Dieu                                                                       | 45° 49′ 14″ nord, 0° 49′ 29″ est | ACR0001557 | 2013 | Image manquante Téléverser               |
| Pont du Dognon                           | Saint-Laurent-les-Églises |                                                                                           | 45° 56′ 28″ nord, 1° 30′ 26″ est | ACR0001050 | 2002 | Pont du Dognon                           |
| Centre culturel Jean-Pierre-Fabrègue     | Saint-Yrieix-la-Perche    | 6 avenue Maréchal-Lattre-de-Tassigny                                                      | 45° 30′ 44″ nord, 1° 12′ 23″ est | ACR0001051 | 2002 | Centre culturel Jean-Pierre-Fabrègue     |